# Ogni nostro venerdì
Ogni nostro venerdì (猫と私の金曜日?, Neko to watashi no kinyōbi, lett. "Il venerdì mio e del gatto") è un manga scritto e disegnato da Arina Tanemura. L'opera è stata serializzata sulla rivista Margaret di Shūeisha dal 2013 al 2017 ed è in seguito stata raccolta in 11 volumi tankōbon. Alla fine della vicenda la casa editrice ha realizzato uno speciale di 16 pagine a colori dedicate all'opera. L'edizione italiana del manga è curata da Panini Comics, che ne ha iniziato la pubblicazione nel 2015 e l'ha terminata nel 2017.

## Trama
La liceale Ai è una ragazza allegra e romantica, appassionata di tutto quanto sia dolce e carino. È innamorata segretamente del senpai Mia Serizawa, il ragazzo più popolare della scuola, e aspetta trepidante ogni venerdì perché quel giorno è di turno in biblioteca e può ammirare segretamente il suo idolo.
La zia di Ai, che abita nel suo stesso palazzo, chiede alla ragazza di dare ripetizioni al figlio in quanto i suoi voti si sono inspiegabilmente abbassati, e la protagonista accetta con la prospettiva dei dolcetti di cioccolato che la parente le regala, oltre la paghetta.
Il cugino di Ai, Nekota, si dimostra da subito un ragazzino molto furbo e intelligente, è lui che ruba dalla borsa della ragazza la lettera di dichiarazione che ha scritto per Serizawa perché sostiene di essere innamorato di lei.
Ai fatica ad accettare questi sentimenti perché Nekota va ancora alle elementari, tuttavia la sua infatuazione per Serizawa vacilla e, quando i due iniziano a frequentarsi, tra i dispetti del cuginetto e i suoi mille dubbi, Ai finisce per mandare a monte tutto, ammettendo di provare qualcosa per Nekota.

## Volumi
| Nº | Data di prima pubblicazione | Data di prima pubblicazione                                                 | Data di prima pubblicazione |
| Nº | Giapponese                  | Giapponese                                                                  | Italiano                    |
| -- | --------------------------- | --------------------------------------------------------------------------- | --------------------------- |
| 1  | 25 giugno 2013              | ISBN 978-4-08-845056-8                                                      | 7 novembre 2015             |
| 2  | 25 settembre 2013           | ISBN 978-4-08-845098-8                                                      | 16 gennaio 2016             |
| 3  | 25 dicembre 2013            | ISBN 978-4-08-845141-1                                                      | 12 marzo 2016               |
| 4  | 25 marzo 2014               | ISBN 978-4-08-845179-4                                                      | 12 maggio 2016              |
| 5  | 25 giugno 2014              | ISBN 978-4-08-845225-8                                                      | 14 luglio 2016              |
| 6  | 25 settembre 2014           | ISBN 978-4-08-845262-3                                                      | 15 settembre 2016           |
| 7  | 25 dicembre 2014            | ISBN 978-4-08-845315-6                                                      | 10 novembre 2016            |
| 8  | 25 marzo 2015               | ISBN 978-4-08-845360-6 (ed. regolare) ISBN 978-4-08-908229-4 (ed. limitata) | 12 gennaio 2017             |
| 9  | 25 giugno 2015              | ISBN 978-4-08- 845397-2                                                     | 9 marzo 2017                |
| 10 | 25 settembre 2015           | ISBN 978-4-08- 845442-9                                                     | 11 maggio 2017              |
| 11 | 25 dicembre 2015            | ISBN 978-4-08- 845494-8                                                     | 13 luglio 2017              |